# Tangdanite
La tangdanite (simbolo IMA: Tdn) è un raro minerale appartenente alla famiglia dei "fosfati, arseniati e vanadati" con composizione chimica Ca2Cu9(AsO4)4(SO4)0,5(OH)9 • 9H2O.

## Etimologia e storia
Due minerali, inizialmente con un proprio nome, si sono rivelati essere tangdanite e quindi non più riconosciuti: uno di essi è fuxiaotuite (da Fu Xiaotu, il nome in lingua cinese di Jeffrey de Fourestier che ha studiato il minerale), ma fu cambiato dall'Associazione Mineralogica Internazionale (IMA) nel 2011 in tangdanite per via della località tipo del minerale, la miniera di "Tangdan" (26.18007°N 103.05997°E) nel distretto di Dongchuan (provincia dello Yunnan, Cina).

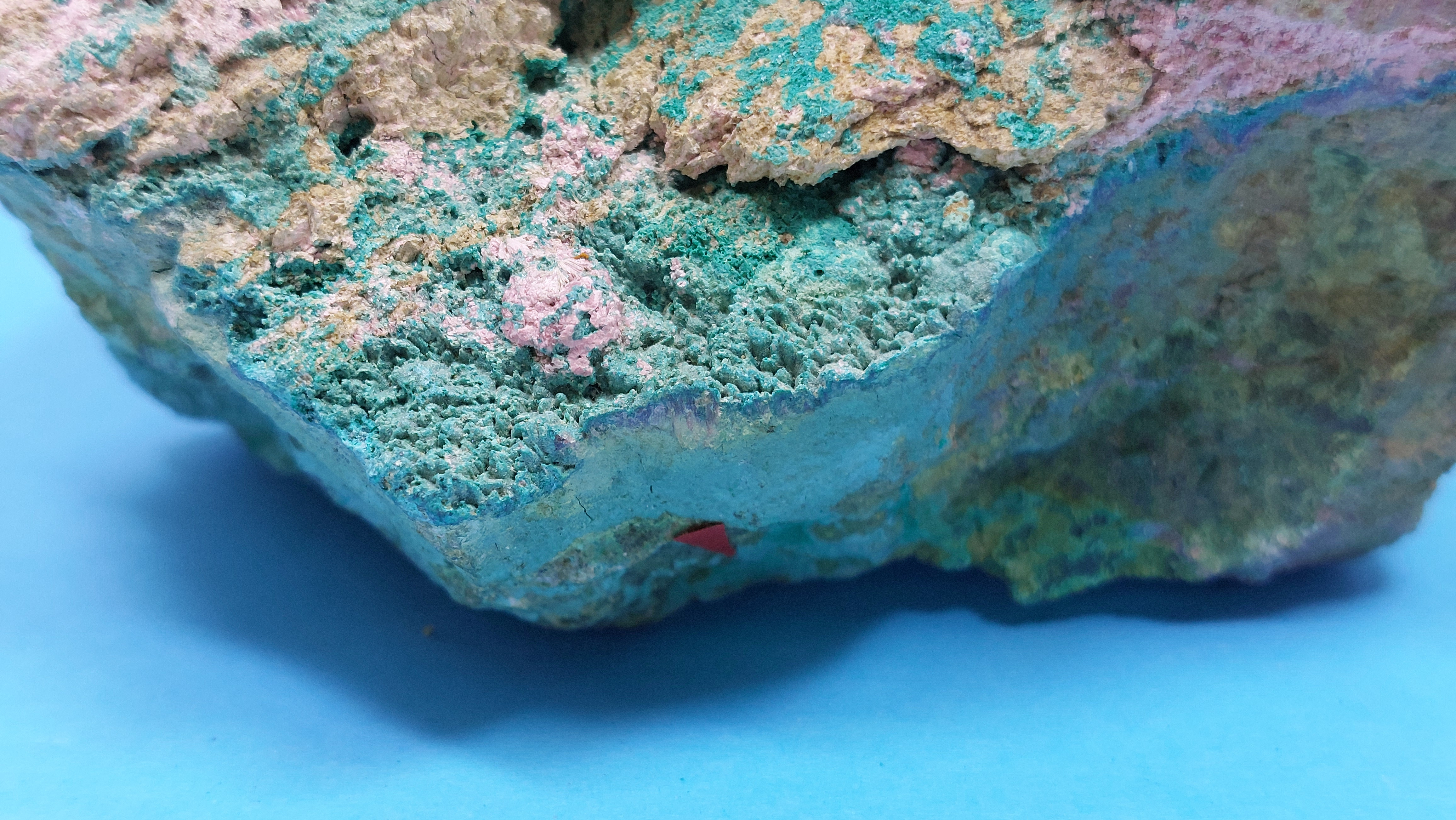
Cristalli di tangdanite dal tipico colore verde

Il minerale è anche strettamente correlato alla tirolite (Ca2Cu9(AsO4)4(CO3)(OH)8 • 11H2O, che pertanto contiene il carbonato al posto del solfato) e in particolare al politipo tirolite-2M: per questo motivo l'attuale tangdanite era stata chiamata clinotirolite pensando fosse una varietà di tirolite, ma in seguito si è rivelata essere lo stesso minerale.

## Classificazione
La classica nona edizione della sistematica dei minerali di Strunz, aggiornata dall'Associazione Mineralogica Internazionale fino al 2009, elenca la tangdanite sotto il nome di clinotirolite e la sistema nella classe "8. Fosfati, arseniati, vanadati" e nella sottoclasse "8.D Fosfati, ecc. con anioni aggiuntivi, con H2O"; questa viene ulteriormente suddivisa in base alla dimensione dei catione coinvolti e alla composizione del minerale, in modo tale da trovare la tangdanite/clinotirolite nella sezione "8.DM Con cationi di media e grande dimensione, (OH, ecc.):RO4 > 2:1" dove forma il sistema nº 8.DM.10 insieme alla tirolite.
Tale classificazione resta invariata anche nell'edizione successiva, proseguita dal database "mindat.org" e chiamata Classificazione Strunz-mindat.
Nella Sistematica dei lapis (Lapis-Systematik) di Stefan Weiß la tangdanite si trova nella classe dei "fosfati, arseniati e vanadati" e nella sottoclasse dei "fosfati [arseniati e vanadati] idrati, con anioni estranei"; qui si trova nella sezione dei minerali con "cationi medi e molto grandi: Al-Mg e Ca-Na-K" dove forma il sistema nº VII/D.54 insieme a bleasdaleite, richelsdorfite e tirolite.

## Abito cristallino
La tangdanite cristallizza nel sistema monoclino nel gruppo spaziale C2/c (gruppo nº 15) con i parametri reticolari a = 54,490(9) Å, b = 5,5685(9) Å, c = 10,4690(17) Å e β = 96,294(3)°, oltre ad avere 4 unità di formula per cella unitaria.

## Origine e giacitura
La tangdanite si forma come minerale secondario nella zona ossidata di un deposito di solfuro di rame contenente arsenico; la paragenesi è con azzurrite, bornite, brochantite, calcocite, calcopirite, covellite, cuprite, enargite, malachite, rame nativo e tennantite.
La tangdanite è un minerale raro ed è stato trovato solo in pochi siti sparsi per il mondo. Oltre alla sua località tipo, la miniera cinese di "Tangdan" nello Yunnan, in Cina è stata trovata anche nella miniera di rame di "Dongchuan", nei pressi del villaggio di Sanguozhuang (anch'esso nello Yunnan).
Altri luoghi di ritrovamento sono segnalati in Russia, Stati Uniti, Austria, Slovacchia, Repubblica Ceca, Svizzera, Francia, Germania, Spagna e Italia.

## Forma in cui si presenta in natura
La tangdanite si presenta in cristalli di dimensioni fino a 0,5 mm, tabulari su (100) e allungati lungo [001]; solitamente formano aggregati radianti o fogliati di dimensioni fino a 3 mm.
La tangdanite è traslucida, con lucentezza da serica a perlacea e di colore verde smeraldo; il colore del suo striscio sulla mattonella di prova è verde chiaro.